# Elena Álvarez Mellado
Elena Álvarez Mellado   (Madrid, 1987) és una lingüista computacional i divulgadora espanyola.

## Trajectòria
Lingüista de formació per la Universitat Complutense de Madrid i especialitzada en lingüística computacional. Ha treballat en projectes sobre morfologia, lematització, stemming, creació de corpus lingüístics i anàlisi de sentiment. Ha dirigit el projecte Aracne per la Fundación del Español Urgente (Fundéu BBVA). De 2010 a 2016 va treballar com a lingüista computacional a Molino de Ideas. El 2016 va escriure el llibre de divulgació lingüística Anatomía de la lengua. Escriu periòdicament a eldiario.es una columna sobre llengua.
Entre 2012 i 2015 participà en Radio Nacional de España a la secció setmanal sobre divulgació lingüística al programa de ràdio La noche en vela.
El 2017 es va incorporar a la UNED en l'equip de recerca POSTDATA, un projecte europeu de recerca participat per la Facultat de Filologia i l'Escola d'Enginyeria Informàtica de la UNED.
El 2018 va rebre el XXII Premio Nacional de Periodismo Miguel Delibes de l'Asociación de Prensa de Valladolid pel seu treball titulat Metáforas peligrosas: el cáncer como lucha, publicat el 23 d'octubre de 2017 a eldiario.es. Hi analitza les implicacions que té tractar la malaltia com a batalla i aplicar-li un llenguatge bèl·lic: ho supera qui combat i gana, o es perd contra el càncer. Es la tercera mujer que va rebre aquesr honor 22.

## Premis y reconeixements
- 2009 Primer premi VIII VIII Certamen Universitari "Arquimedes" d'Introducció a la Recerca Científica a l'àrea de ciències socials i humanitats - Ministeri d'Educació i Universitat d'Extremadura.[12]
- 2018 XXII Premio Nacional de Periodismo Miguel Delibes de l'Asociación de Prensa de Valladolid.[11]

- 2022 Premio Archiletras de la Lengua, en la categoría de investigación.[13]
- 2023 Adam Kilgarriff Prize.[14]